# Linientreu (Diskothek)

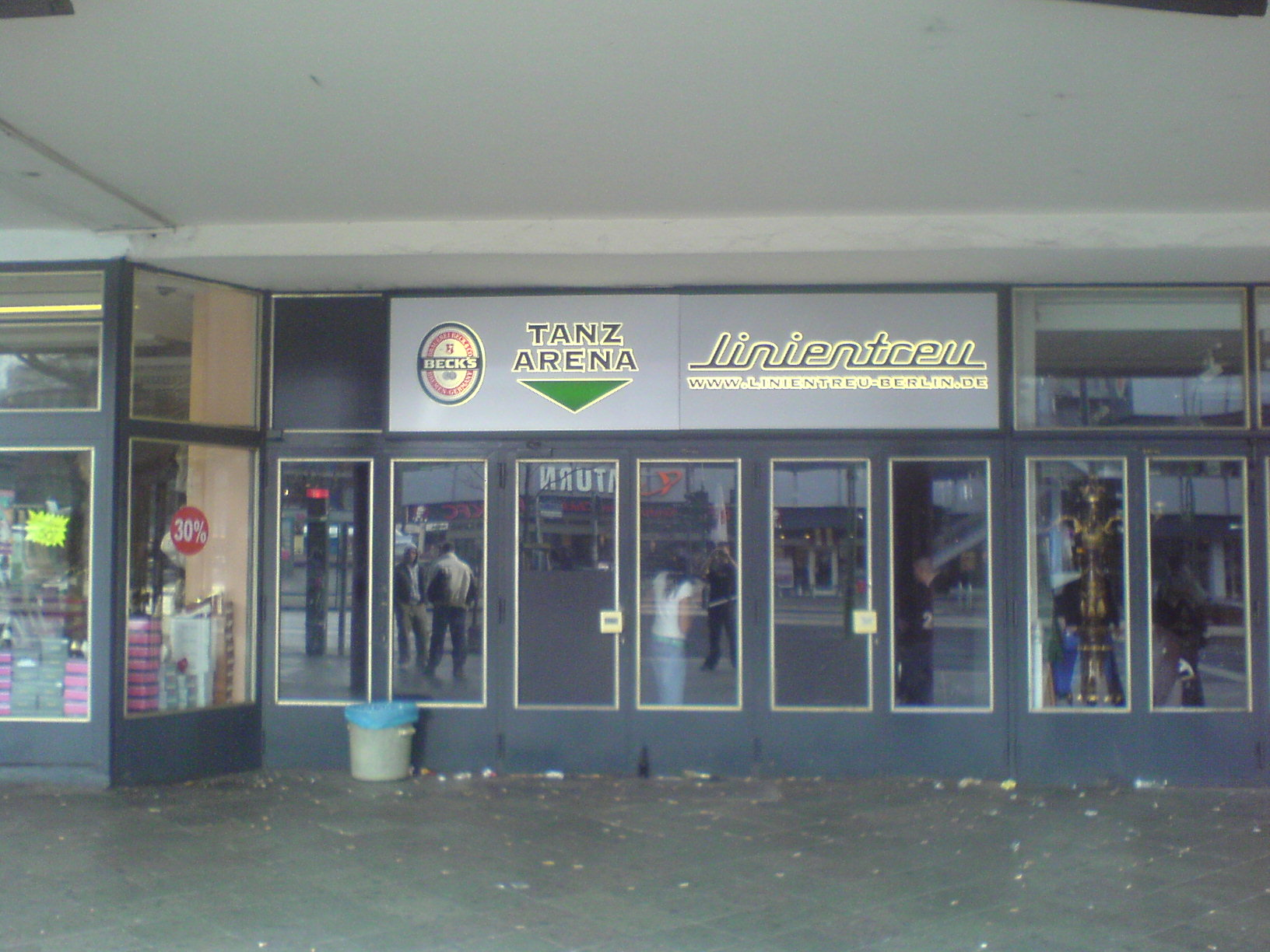
Der Eingang des Linientreu

Die Tanz-Arena Linientreu (kurz: Linientreu oder Treu) war eine Diskothek in Berlin. Sie befand sich im Untergeschoss des östlichsten Teils des Bikini-Hauses an der Budapester Straße, westlich vom Süd-Eingang des Berliner Zoo.
Im Linientreu fanden abwechselnd Techno- und 1980er-Jahre-Partys statt. Zusätzlich gab es Themenpartys: Es gab Reihen von Partys für Depeche-Mode-, Böhse-Onkelz- und Hardtrance-Klassiker.

## Geschichte
In den Räumlichkeiten im Keller des Bikinihauses war in den 1970er Jahren die Discothek „Take off“ beheimatet. Kennzeichnend waren auch damals schon die große, runde Tanzfläche. Aus dem Take Off wurde Anfang der 1980er Jahre dann das Linientreu. In dieser Zeit wurde es zu einer der angesagten Discos in der Stadt mit seiner musikalischen Mischung aus New Wave, Dark Wave, Electro Wave, Punk, Pop und Rockabilly. Es besuchten berühmte Musiker wie Depeche Mode oder Die Ärzte das Linientreu. Nicht unerheblich war auch die Promotion für And Ones Debütsingle Metalhammer, welche schon vor der Veröffentlichung täglich gespielt wurde, da die Bandmitglieder Stammgäste waren.
Das Linientreu war international bekannt, weshalb sich auch Künstler wie David Bowie, Nick Cave etc. als Gäste privat dort des Öfteren einfanden.
Anfang der 1990er Jahre wurde es umgebaut, die Lichtanlage aus den 1980er Jahren entfernt und der Zugang geändert. Eine weitere Blütezeit erlebte das Linientreu mit den Technopartys Mitte der Neunziger. Zu dieser Zeit wurde sowohl freitags als auch samstags elektronische Musik gespielt und international erfolgreiche DJs wie Cocooma, Hardsequencer oder Nostrum legten auf. Seit Ende der Neunziger gab es die bis zur Schließung übliche Mischung der Veranstaltungen.
Im November 2001 wurde das Linientreu ohne Vorankündigung oder Bekanntgabe von Gründen geschlossen. Anschließend gab es zahlreiche Gerüchte, die von einer bereits stattgefundenen Wiedereröffnung bis zum Verkauf und der Umwandlung zu einem Laden reichten. Einige der DJs, die vorher im Linientreu aufgelegt hatten, veranstalteten zu dieser Zeit Partys im Palais der Kulturbrauerei. Im Sommer 2002 öffnete das Linientreu dann wieder seine Pforten. DJ Jordan, der vor der Schließung das Linientreu prägte, legte nach der Schließung nur noch einmal im Jahr 2007 dort auf.
Am letzten Märzwochenende 2008 fanden noch zwei Abschiedpartys statt, bevor der Mietvertrag auslief und das Linientreu endgültig schloss. Bereits eine Woche später war das Namensschild über dem Eingang entfernt und die Glastüren geschwärzt.

## Räumlichkeiten
Alle Räume des Linientreu befanden sich im Untergeschoss. Vom Eingang gelangte man durch einen kleinen Vorraum und über eine Treppe in den Hauptraum.

### Hauptraum

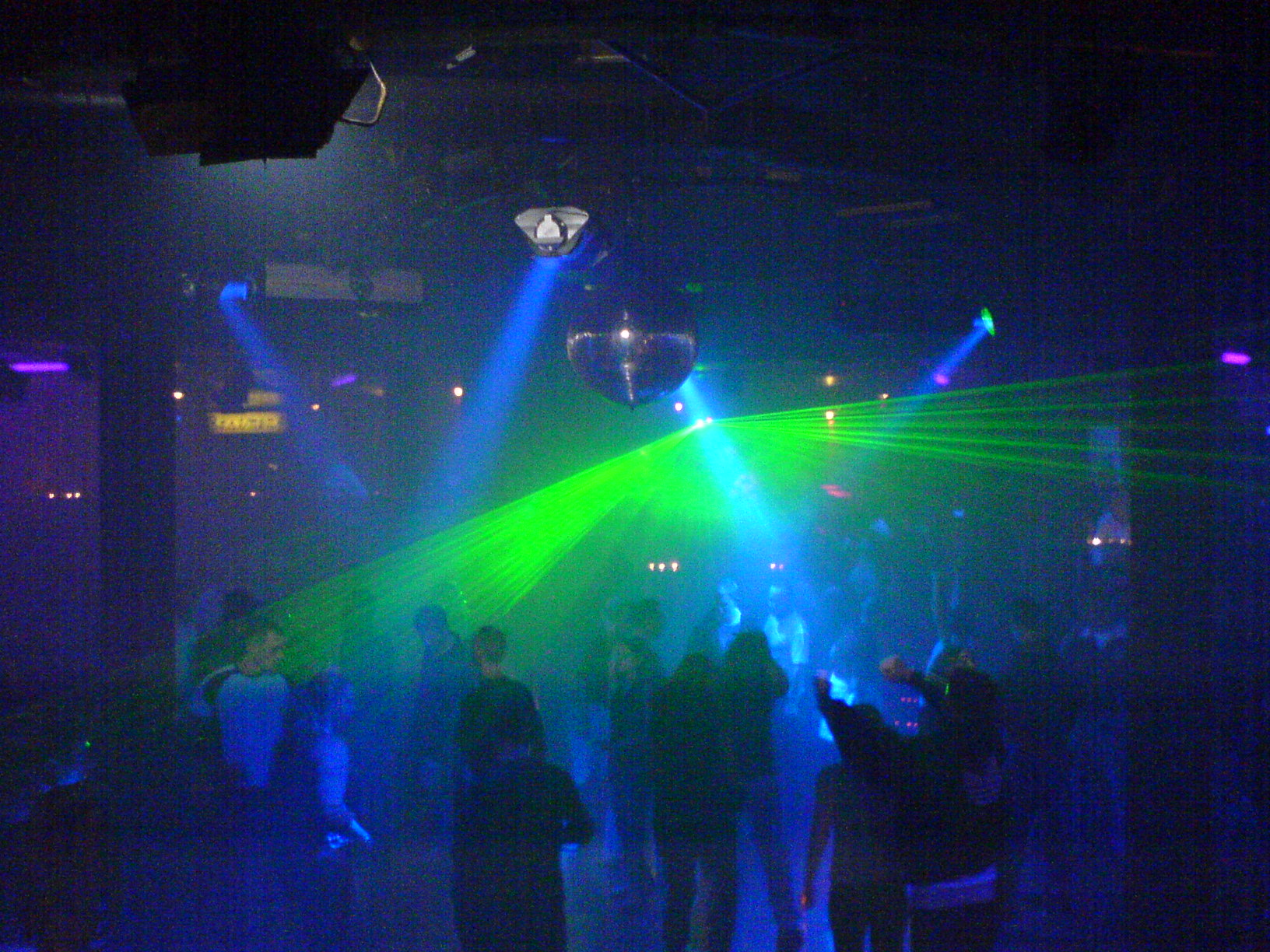
Der Hauptraum des Linientreu

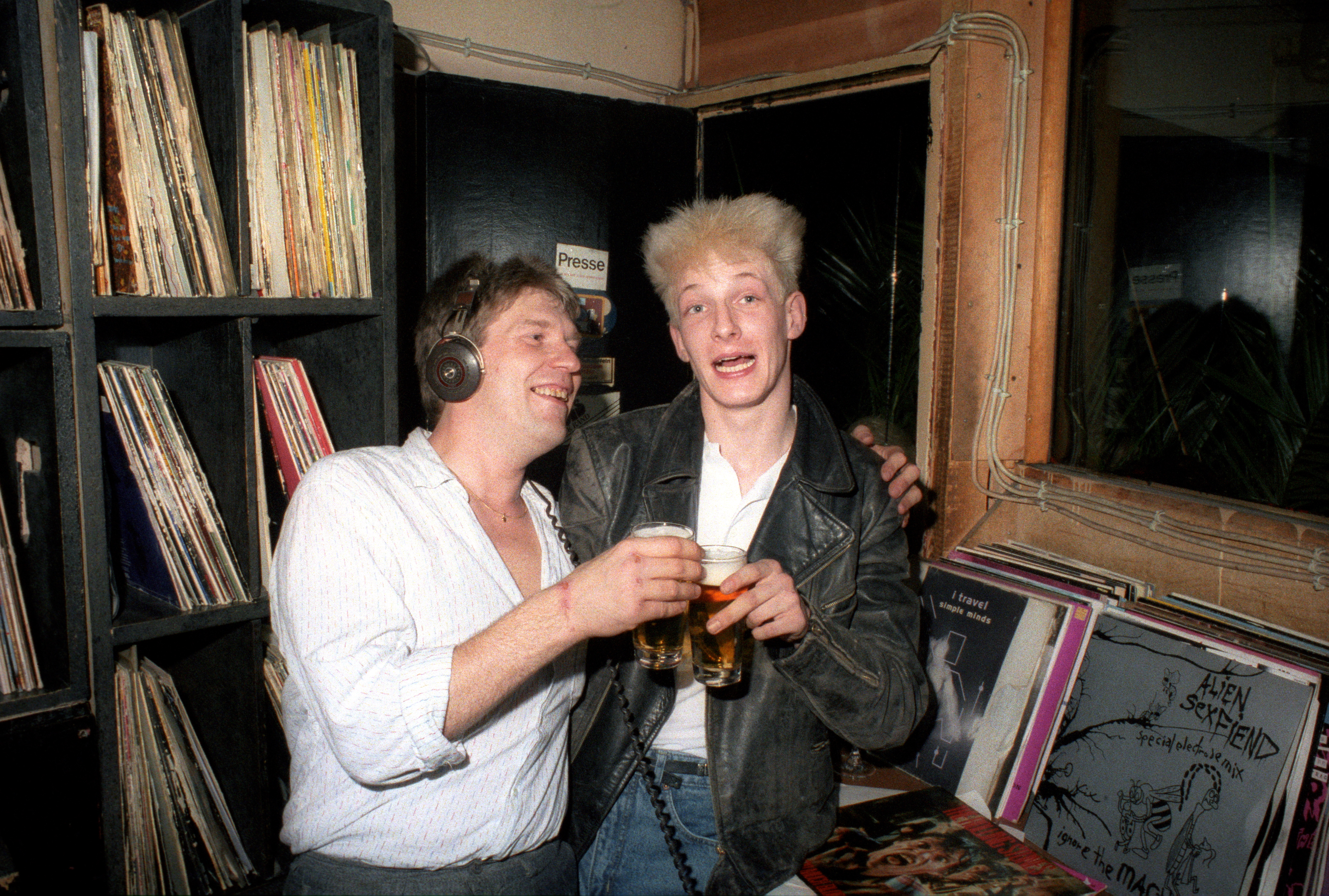
Resident DJs Norbert und Robert, Juni 1985

Den Mittelpunkt des Hauptraums bildete die kreisrunde, mit silberfarbenen Metallplatten belegte Tanzfläche. Um diese herum standen zwei bis drei Reihen von Couches, ähnlich wie in einem Amphitheater. Direkt neben dem Eingang befand sich das DJ-Pult, das in den späten 1980er Jahren in der Ecke gegenüber der Bar stand. Im Hauptraum befanden sich außerdem eine große Bar sowie die Zugänge zu den Toiletten.

### Zwischenraum
Über eine weitere kurze Treppe gelangte man vom Hauptraum in den Zwischenraum. Dieser hatte keine eigene Musikanlage und wurde daher zum Reden und Entspannen genutzt, während man die Musik des Hauptraums hören konnte. Hier befand sich die zweite Bar des Linientreu.

### Basement
Das sogenannte Basement, eine zweite Tanzfläche, war durch eine Stahltür mit dem Zwischenraum verbunden. Es war nicht immer geöffnet und wurde beispielsweise genutzt, um Nachwuchs-DJs auflegen zu lassen, denen man noch nicht den Hauptraum anvertrauen mochte.